# Comesomatidae
Famille
Les Comesomatidae sont une famille de nématodes de l'ordre des Araeolaimida. Elle comprend une trentaine de genres et près de 300 espèces décrites selon GBIF (20 juin 2021). Comesoma est le genre type.

## Liste des genres
Selon GBIF (20 juin 2021) :
- Acantholaimus Allgén, 1933
- Actarjania Hopper, 1967
- Asymmelaimus Tu, Thanh, Smol & Vanreusel, 2008
- Cervonema Wieser, 1954
- Comesoma Bastian, 1865
- Comesomoides Gourbault, 1980
- Dolichosomatum Allgén, 1951
- Dorylaimopsis Ditlevsen, 1918
- Expressonema Smolyanko & Belogurov, 1991
- Grahamia Allgén, 1959
- Grahamius Gerlach & Riemann, 1973
- Hopperia Vitiello, 1969
- Kenyanema Muthumbi, Soetaert & Vincx, 1997
- Laimella Cobb, 1920
- Mesonchium Cobb, 1920
- Metacomesoma Wieser, 1954
- Metasabatiera Timm, 1961
- Metasabatieria Timm, 1961
- Notosabatieria Allgén, 1959
- Paracomesoma Hope & Murphy, 1972
- Paracomesoma Schuurmans Stekhoven, 1950
- Paramesonchium Hopper, 1967
- Pierrickia Vitiello, 1970
- Sabatieria Rouville, 1903
- Scholpanialla Sergeeva, 1972
- Scholpaniella Sergeeva, 1973
- Setosabatieria Platt, 1985
- Tridentellia Gerlach & Riemann, 1973
- Ungulilaimus Allgén, 1958
- Vasostoma Wieser, 1954

## Liste des sous-familles et genres
Selon le World Register of Marine Species (20 juin 2021) :
- Comesomatinae Filipjev, 1918
  - Comesoma Bastian, 1865
  - Comesomoides Gourbault, 1980
  - Paracomesoma Schuurmans Stekhoven, 1950
- Dolichosomatum Allgén, 1951
- Dorylaimopsinae De Coninck, 1965
  - Asymmelaimus Tu, Thanh, Smol & Vanreusel, 2008
  - Dorylaimopsis Ditlevsen, 1918
  - Expressonema Smolyanko & Belogurov, 1991
  - Hopperia Vitiello, 1969
  - Kenyanema Muthumbi, Soetaert & Vincx, 1997
  - Metasabatieria Timm, 1961
  - Paramesonchium Hopper, 1967
  - Vasostoma Wieser, 1954
- Grahamius Gerlach & Riemann, 1973
- Metacomesoma Wieser, 1954
- Sabatieriinae Filipjev, 1934
  - Cervonema Wieser, 1954
  - Laimella Cobb, 1920
  - Minolaimus Vitiello, 1970
  - Pierrickia Vitiello, 1970
  - Sabatieria Rouville, 1903
  - Scholpaniella Sergeeva, 1973
  - Setosabatieria Platt, 1985
  - Actarjania Hopper, 1967, synonyme de Sabatieria Rouville, 1903 (see Jensen (1979) )
  - Parasabatieria de Man, 1907, synonyme de Sabatieria Rouville, 1903
  - Pepsonema Cobb, 1920, synonyme de Mesonchium Cobb, 1920, synonyme de Dorylaimopsis Ditlevsen, 1918
- Ungulilaimus Allgén, 1958

- Grahamia Allgén, 1959 (taxon inquirendum)
- Notosabatieria Allgén, 1959 (taxon inquirendum, Jensen, P. (1979). Revision of Comesomatidae (Nematoda). Zoologica Scripta. 8(2): 81-105. )

- Mesonchium Cobb, 1920, synonyme de Dorylaimopsis Ditlevsen, 1918
- Xinema Cobb, 1920, synonyme de Dorylaimopsis Ditlevsen, 1918